# Tommy Setford
Tommy Setford (Haarlem, 13 maart 2006) is een Engels doelman die speelt voor Arsenal FC. Hij maakte zijn debuut voor Jong Ajax in de 4-1 gewonnen thuiswedstrijd tegen Helmond Sport.
In juli 2024 maakte Setford de overstap van Jong Ajax naar Arsenal.
Zijn oudere broer Charlie Setford is doelman bij Jong Ajax.